# Grèzes, Haute-Loire

Grèzes este o comună în departamentul Haute-Loire, Franța. În 2009 avea o populație de 215 de locuitori.